# Dietmar Grypa
Dietmar Grypa (* 4. September 1965 in Burghausen) ist ein deutscher Historiker.
Dietmar Grypa studierte von 1987 bis 1999 Geschichte, Historische Geographie und Volkskunde an den Universitäten Eichstätt, Bonn, Berlin und München. Im Jahr 1999 wurde er bei Walter Ziegler an der Universität München mit einer Arbeit über die katholische Arbeiterbewegung in Bayern nach dem Zweiten Weltkrieg promoviert. Von 1999 bis 2006 war er Wissenschaftlicher Assistent bei Karsten Ruppert an der Katholischen Universität Eichstätt. 2005 erfolgte die Habilitation mit einer Arbeit über den Diplomatischen Dienst Preußens. Von 2005 bis 2008 war er Wissenschaftlicher Mitarbeiter der Kommission für bayerische Landesgeschichte an der Bayerischen Akademie der Wissenschaften in München.
Im Jahr 2008 war er Vertretungsprofessor an der Eberhard Karls Universität Tübingen. Von 2008 bis 2009 war er Lehrbeauftragter für bayerische Zeitgeschichte an der Universität Passau. Seit 2011 lehrt er als Professor für Neuere und Neueste Geschichte sowie Bayerische Landesgeschichte an der Julius-Maximilians-Universität Würzburg. Im Jahr 2014 veröffentlichte er eine Darstellung über die Fremdarbeiter und Kriegsgefangenen im Werk Burghausen der Dr. Alexander Wacker Gesellschaft für elektrochemische Industrie während des Zweiten Weltkriegs. Er ist Mitglied der Vereinigung für Verfassungsgeschichte.
Seine Arbeitsschwerpunkte sind die Gesamtausgabe des Briefwechsels von Leopold von Ranke, die Auswertung der Akten der drei Wiedergutmachungsbehörden in Franken nach 1945 und die Klosterbibliotheken im 18. Jahrhundert.

## Schriften
Monographien
- Fremdarbeiter und Kriegsgefangene im Werk Burghausen der Dr. Alexander Wacker Gesellschaft für elektrochemische Industrie (1940–1945) (= Burghauser Geschichtsblätter. 55. Folge). Stadt Burghausen, Burghausen 2014.
- Der Diplomatische Dienst des Königreichs Preußen (1815–1866). Institutioneller Aufbau und soziale Zusammensetzung. Duncker & Humblot, Berlin 2008, ISBN 978-3-428-12363-6.
- Die katholische Arbeiterbewegung in Bayern nach dem Zweiten Weltkrieg (1945–1963). Schöningh, Paderborn 2000, ISBN 3-506-79996-7.

Herausgeberschaften
- mit Wolfgang Gutfleisch: Das Kurfürst-Maximilian-Gymnasium zu Burghausen. Vom Kolleg der Societas Jesu zur Königlich-Bayerischen Studienanstalt. Burghausen 1997, ISBN 3-00-002265-1.